# Hôtel Bergeret de Talmont
Pour les articles homonymes, voir Bergeret.
L’hôtel Bergeret de Talmont est un hôtel particulier situé sur la place des Victoires à Paris, en France.

## Localisation
L'hôtel Bergeret de Talmont est situé dans le 1er arrondissement de Paris, au 4 place des Victoires. Il se trouve sur le côté ouest de la place, entre la rue Croix-des-Petits-Champs au nord et l'hôtel Bergeret de Grancourt au sud.

## Historique
L'hôtel date de la fin du XVIIe siècle. John Law y habita.
L'édifice est classé au titre des monuments historiques en 1962.